# Гравий
Гра́вий (реже хрящ) — рыхлая крупнообломочная (псефитовая) осадочная горная порода, сложенная окатанными обломками пород (иногда содержит обломки минералов размером 2—10 мм), образовавшихся в результате естественного разрушения (под действием экзогенных процессов) твёрдых горных пород.
В зависимости от преобладающих размеров обломков гравий подразделяют на: крупный (5—10 мм), и мелкий (2—5 мм). В промежутках между гравийными обломками может присутствовать мелкообломочный материал.
Горный гравий имеет шероховатую поверхность и содержит обычно примеси песка, глины и органических веществ. Речной и морской гравий чище горного, но его зёрна имеют гладкую поверхность, что ухудшает сцепление с цементно-песчаным раствором в бетоне.
Гравий используется для изготовления бетона, в дорожном строительстве (в частности, для сооружения гравийных дорог), для посыпания дорожек, пляжей, мест отдыха, при обустройстве искусственных водоёмов.

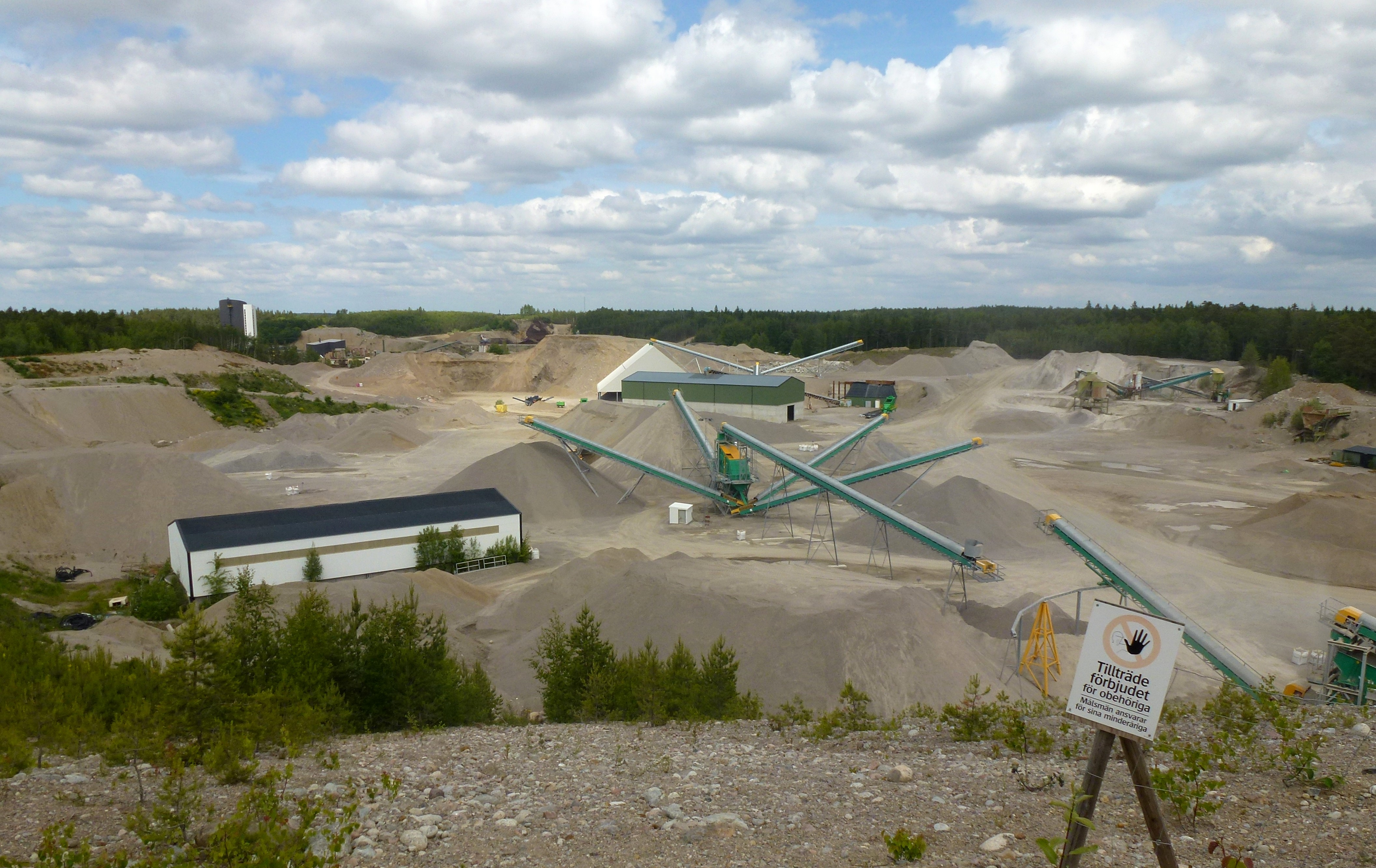
Добыча гравия в Швеции

Добыча гравия осуществляется открытым способом в карьерах с применением специальной техники.

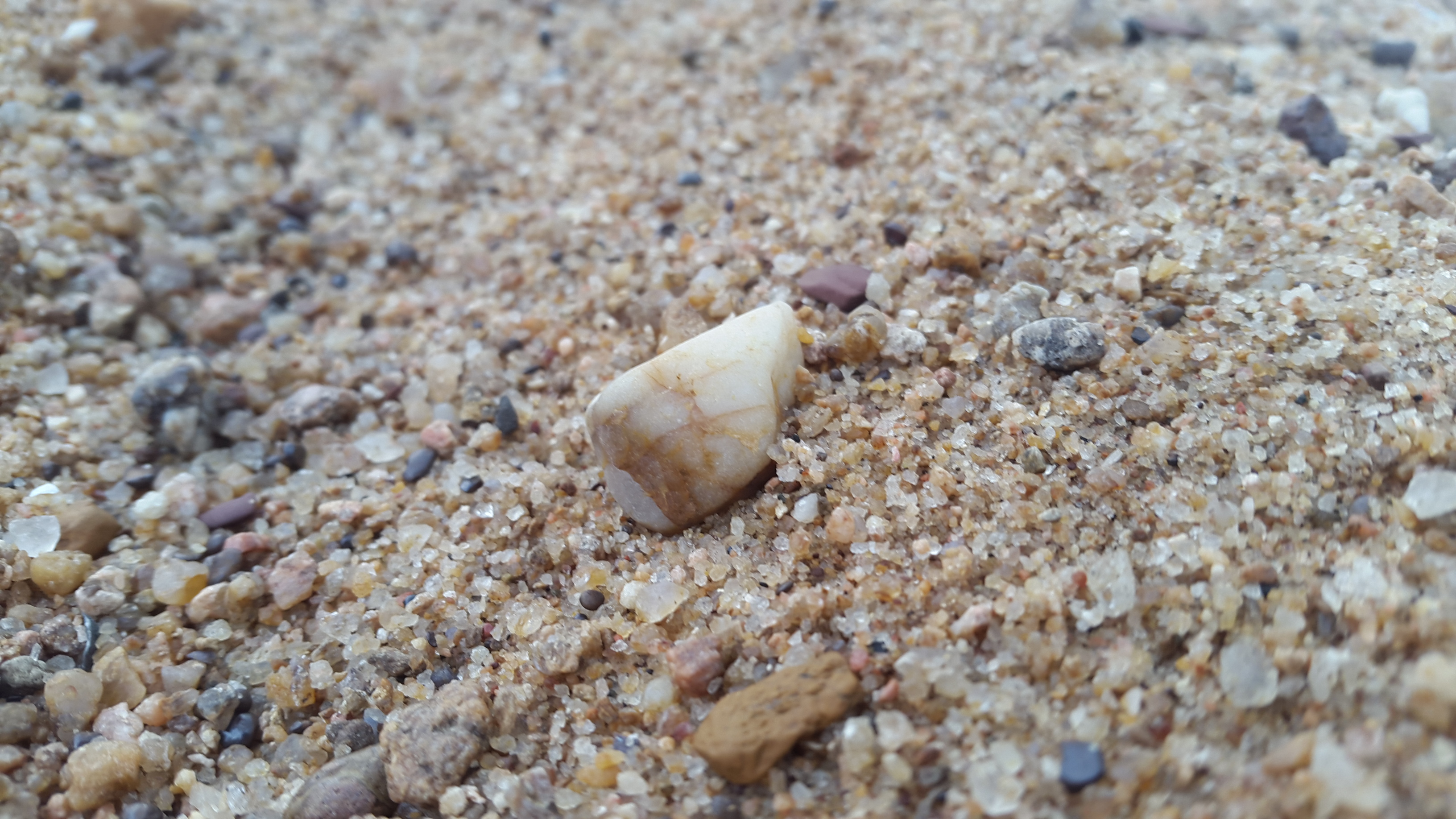
Гравий с зёрнами от 2 до 10 миллиметров на фоне песка и единичной гальки
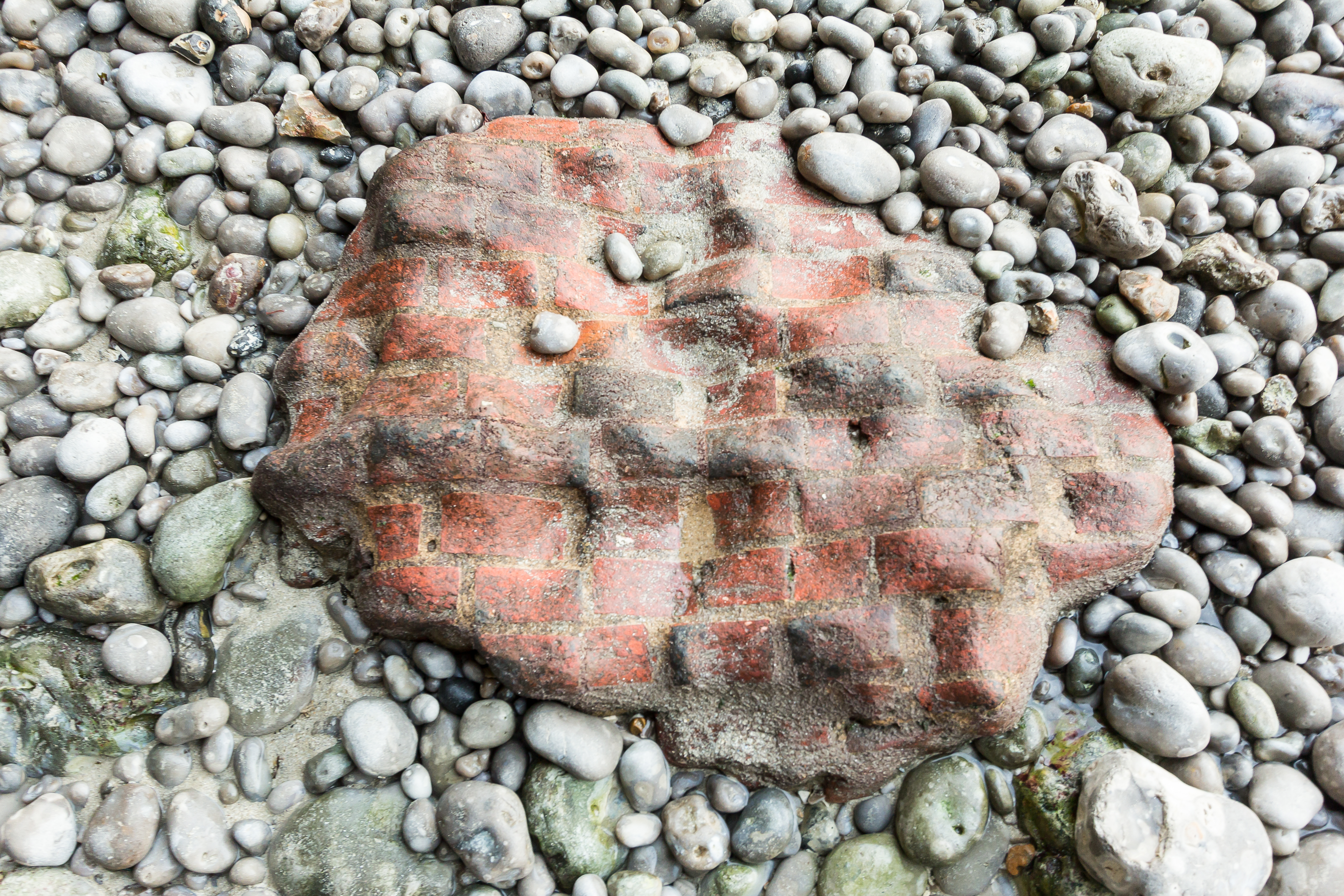
Гравий и галька вокруг конгломерата